# Zarządzanie innowacjami
Zarządzanie innowacjami (angielski: Innovation Management, Managing Innovation) – specjalność naukowa w obszarze nauk ekonomicznych podejmująca problematykę innowacji w  przedsiębiorstwach.

## Przegląd najważniejszych definicji
Można między innymi wymienić następujące definicje pojęcia zarządzania innowacjami: 
- według M. Karlika zarządzanie innowacjami można zdefiniować jako zestaw działań obejmujący: zmianę strategii przedsiębiorstwa, podejmowanie decyzji w zakresie działalności innowacyjnej, organizowanie, kontrolowanie działalności innowacyjnej przedsiębiorstwa i wspieranie postaw innowacyjnych skierowanych na zasoby przedsiębiorstwa i wykorzystywanych z zamiarem osiągnięcia celów przedsiębiorstwa w zakresie innowacji w sposób sprawny i skuteczny[1],
- według S. Kasprzyka zarządzanie innowacjami to całokształt czynności niezbędnych do przygotowania i praktycznego zastosowania nowych rozwiązań technicznych[2],
- według A. Pomykalskiego zarządzanie innowacjami to oparte na posiadanych zasobach poszukiwanie takich rodzajów innowacji, które powodują, że proces innowacji staje się bardziej efektywny w konfrontacji z wyzwaniami, jakie stawiają przed organizacją: rynek, konkurencja oraz klient[3].

## Historia praktyki i teorii zarządzania innowacjami
Pomimo że współczesna teoria zarządzania innowacjami powstała w XX i XXI w., to sama praktyka związana z tym procesem sięga początków ludzkiej historii. Człowiek od początku swojego istnienia starał się konstruować coraz bardziej sprawne i efektywne narzędzia oraz ulepszać system społeczny. Proces ten znacząco przyśpieszył od okresu rewolucji przemysłowej. Obecnie problematyce innowacji przyznaje się ważne miejsce w teorii i praktyce zarządzania i polityki gospodarczej.
Pojęcie zarządzania innowacjami wykształciło się na styku teorii zarządzania, ekonomii (m.in.: teoria innowacji) oraz elementów socjologii (m.in.: rozpowszechnianie się innowacji w przedsiębiorstwie, społeczeństwie). Na gruncie teorii zarządzania pojęcie to wyłoniło się w procesie ewolucji od zarządzania zmianą, poprzez zarządzanie technologią, zarządzanie działalnością B+R i wreszcie zarządzanie wiedzą/informacją.

## Modele zarządzania innowacjami
Rozwój nauk ekonomicznych oraz analizowanie dobrych praktyk w zakresie zarządzania przedsiębiorstwem przyniosło wymierne efekty w postaci modeli zarządzania innowacjami. Modele te ukazują przebieg procesu innowacji oraz narzędzia wspierające tworzenie, selekcję, wdrażanie i ocenę innowacji. Wśród modeli zarządzania innowacjami można między innymi wymienić:  
- model K. Pavitta i J. Tidda (University of Sussex) oraz J. Bessanta (University of Exeter) obejmuje cztery etapy: poszukiwanie, selekcję, wdrożenie i czerpanie korzyści. Jednocześnie proces innowacji uwarunkowany jest przez wykazywanie przez przedsiębiorstwo cech innowacyjnej organizacji oraz posiadanie strategii innowacji[5],
- model J. Łunarskiego (Politechnika Rzeszowska im. Ignacego Łukasiewicza) prezentuje przybliżony przebieg działań i procesów w systemie zarządzania innowacjami. Punktem wyjścia są źródła (zmiany), a kolejnymi etapami są: ograniczenia (zasoby), zarządzanie (możliwości), konkurencyjność (potencjał) oraz wyniki (innowacje)[6],
- model siedmiokąta zarządzania innowacjami M. Karlika (Uniwersytet Jagielloński) - model ten posiada siedem osi odpowiadających poszczególnym sferom zarządzania innowacjami: zmianie strategii zarządzania, realizacji projektów badawczo-rozwojowych, kompetencji dla innowacji, poszukiwania okazji do innowacji, bezpieczeństwa innowacyjnej własności intelektualnej, finansowania działalności innowacyjnej oraz wspierania postaw innowacyjnych. Model ten może służyć do diagnozy oraz usprawnienia systemu zarządzania innowacjami w przedsiębiorstwie[7].
- model The Management Innovation Index (MIX) opracowany przez australijską firmę konsultingową (The Creative Leadership Forum Learning Centre Pty Ltd). Model ten posiada cztery osie odpowiadające poszczególnym obszarom zarządzania innowacjami: strategii organizacji, praktyce zarządzania, postawom pracowników oraz kulturze organizacyjnej i środowisku pracy[8].